# (1695) Walbeck
(1695) Walbeck est un astéroïde de la ceinture principale.

## Description
(1695) Walbeck est un astéroïde de la ceinture principale. Il fut découvert le 15 octobre 1941 à Turku par Liisi Oterma. Il présente une orbite caractérisée par un demi-grand axe de 2,78 UA, une excentricité de 0,29 et une inclinaison de 16,7° par rapport à l'écliptique.

## Nom
Cet astéroïde a été nommé en mémoire de H. J. Walbeck (fi) (1793-1822), astronome de l'ancienne Académie royale d'Åbo, qui a utilisé la méthode des moindres carrés pour obtenir une bonne estimation de la valeur de l'aplatissement de la Terre.

## Compléments